# Nagurskaja

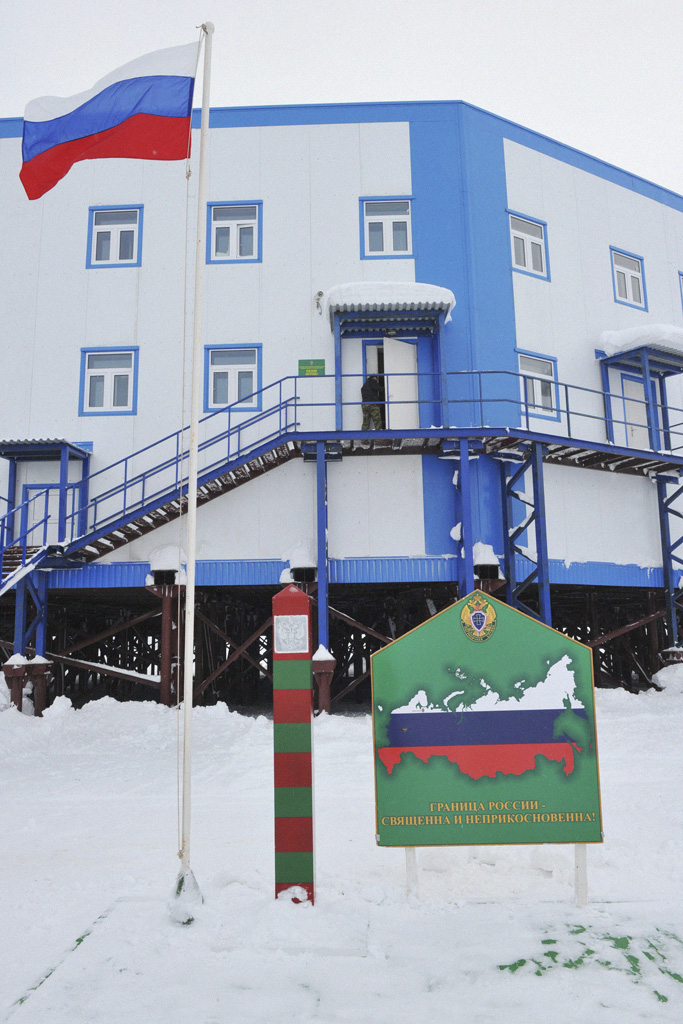
Nagurskaja

Nagurskaja (ryska:  Нагу́рское är en rysk militärflygbas på ön Alexandras land i Frans Josefs land i Arktis, 1 350 kilometer norr om Murmansk.
Nugurskaja är den mest nordligt belägna ryska militärbasen.
Flygbasen har sitt namn efter den polsk-ryske flygpionjären och polarforskaren Jan Nagórski (1888–1976). År 1914 hade han, med utgångspunkt i Novaja Zemlja, flugit mot Frans Josefs land för att leta efter Georgij Sedovs (1877–1914) nordpolsexpedition.
Nagurskaja inrättades på 1950-talet som framskjuten bas för Sovjetunionens strategiska bombflyg för att nå USA. Flygfältet underhålls av Ryska federationens federala säkerhetstjänst. Basen byggdes ut 2020, så att den längre start- och landningsbanan förlängdes från 2 500 meter till 3 500 meter.

## Historik
Under andra världskriget upprättade tyskarna 1943 den militära väderstationen Wetterstation Schatzgräber på Alexandras land. Den tvingades att evakuera 1944 efter det att besättningen hade ätit rått isbjörnkött och fått trikinos.
Efter kriget uppgraderade ryssarna 1947 basen med en vinterlandningsplats för flygplan. Tidigt på 1960-talet uppfördes en anläggning vid landningsbanan med status som polarstation. På 1980-talet fanns på platsen en grupp väderobservatörer, zoologer och geologer samt en kontingent från flygvapnet och en från marinen.
Väderstationen lades ned 1997. Från 2007 började basen att återuppbyggas i etapper. Den största utvidgningen skedde från 2015 för att tillåta flygtrafik året runt.